# Anne Hidalgo
Ana María Hidalgo Aleu (San Fernando, Cádiz, 19 de junio de 1959), conocida como Anne Hidalgo, es una política española naturalizada francesa, miembro del Partido Socialista y desde 2014 alcaldesa de París, siendo la primera mujer en ocupar dicho cargo.
El 12 de septiembre de 2021 anunció su candidatura a las elecciones presidenciales de Francia de 2022. Luego el 14 de octubre de 2021, obtuvo la victoria de las primarias presidenciales del Partido Socialista con alrededor del 72% de los votos emitidos, convirtiéndose oficialmente en candidata a la presidencia.

## Biografía

### Primeros años y formación
Nacida en San Fernando (provincia de Cádiz), en 1959. Hija de María Aleu, costurera, y de Antonio Hidalgo, electricista y sindicalista en los astilleros de San Fernando. Tiene una hermana llamada María. Cuando tenía dos o tres años, su familia se trasladó a vivir a Lyon, en Francia, donde cursó estudios universitarios de Derecho y Ciencias Sociales y del Trabajo. En 1973, ella y su familia se naturalizaron franceses; cambió su nombre de nacimiento, Ana, por Anne. Posteriormente se trasladó a París.
Casada por primera vez en la década de 1980, tuvo dos hijos Mathieu y Elsa.  El 26 de junio de 2004 contrajo matrimonio con el político Jean-Marc Germain, con el que fue madre de Arthur.

### Funcionaria y política
En 1982 ganó unas oposiciones para trabajar como funcionaria en la Inspection du travail. Sus padres ya habían vuelto a San Fernando, a donde ella viaja con frecuencia, pero Hidalgo eligió seguir en Francia.
Pertenece al Partido Socialista francés desde 1994. Entre 1997 y 2002 trabajó en tres ministerios, destacando su colaboración en la elaboración de leyes sobre paridad e igualdad profesional entre hombres y mujeres. De 2001 a marzo de 2014 fue la primera adjunta del anterior alcalde de París, el socialista Bertrand Delanoë. En 2003 tramitó la doble nacionalidad francesa y española. El 26 de junio de 2004 contrajo matrimonio en segundas nupcias con Jean-Marc Germain, con quien tiene un hijo. Ella tiene dos hijos más de una relación precedente.
Se retiró como funcionaria en 2011.

### Alcaldesa de París
El 30 de marzo de 2014 se convirtió en la primera alcaldesa de la historia de París, logrando la victoria frente a la aspirante conservadora Nathalie Kosciusko-Morizet con el 54,5% de los votos, aunque Hidalgo perdió en la primera vuelta.
El 28 de junio de 2020 revalidó la alcaldía por seis años con una amplia mayoría.

## Vida personal
Estudió Derecho y Ciencias Sociales y del Trabajo. 
Hidalgo es atea.

## Condecoraciones
- Comendadora de la Orden de Isabel la Católica
- Dama de la Legión de Honor francesa
- Gran Cruz de la Orden de la Estrella Polar sueca
- Premio Federico Joly[14]
- Medalla de Andalucía (2006)[15]
- Gran Cruz de la Orden del Mérito Civil (2015)[16]